# Frank Osterloh
Frank Osterloh (* 14. August 1941 in Berlin; † 10. Juni 2004) war ein hauptamtlicher Mitarbeiter des Ministeriums für Staatssicherheit (MfS). Als „Untersuchungsführer“ in dessen Untersuchungsorgan (Hauptabteilung IX) war er lange Jahre im Rang eines Oberstleutnants im zentralen Untersuchungsgefängnis in Berlin-Hohenschönhausen tätig. In den 1990er Jahren trat Osterloh in stark beachteten Strafprozessen gegen führende Angehörige des MfS und der Sozialistischen Einheitspartei Deutschlands (SED) als Verteidiger in Erscheinung.

## Kindheit und Jugend
Nach dem Abitur ging Osterloh zunächst für drei Jahre zur  Nationalen Volksarmee (NVA). 1967 schloss er ein Jura-Studium als Diplom-Jurist ab. Im selben Jahr wurde er Untersuchungsführer bei der Militärstaatsanwaltschaft und zwei Jahre später beim Ministerium für Nationale Verteidigung.

## Stasi-Laufbahn
Osterloh trat 1971 in den Dienst des MfS. In der Ermittlungsabteilung (Hauptabteilung IX) kümmerte er sich um grundsätzliche „Rechtsfragen“, zunächst als „Operativer Mitarbeiter“, später als „Offizier für Sonderaufgaben“. 1980 promovierte ihn die Hochschule des Ministeriums für Staatssicherheit in Potsdam für die Teilnahme an einer Gemeinschafts-Dissertation über die Bekämpfung der sogenannten politischen Untergrundtätigkeit in der DDR unter dem Titel „Politische und völkerrechtliche Aspekte der Arbeit des MfS zur offensiven Zurückweisung der von Staatsorganen bzw. Feindeinrichtungen der BRD ausgehenden Einmischung in innere Angelegenheiten der DDR“ zum Dr. jur. Zu diesem Zweck hatte Osterloh an der Vorbereitung von drei politischen Prozessen mitgewirkt, bei denen der DDR-Regimekritiker und Wehrdienstverweigerer Nico Hübner zu fünf Jahren und zwei Fluchthelfer zu je zwölf Jahren Gefängnis verurteilt worden waren. 1981 erfolgte seine Beförderung zum Oberstleutnant, ab 1982 war er Gruppenleiter. Seit Sommer 1989 war Osterloh Sekretär der SED-Grundorganisation in der Ermittlungsabteilung.

## Leben nach 1990
Nach der Auflösung des MfS machte sich Osterloh in der DDR als freier Rechtsanwalt selbständig. So vertrat er nach der deutschen Wiedervereinigung u. a. MfS-Täter wie den Mielke-Stellvertreter Gerhard Neiber, den Leiter der Hauptabteilung VIII Albert Schubert sowie den Stasi-Psychiater Horst Böttger. 
Auf Initiative der im Verein Gesellschaft zur Rechtlichen und Humanitären Unterstützung e.V. organisierten ehemaligen Angehörigen der Grenztruppen der DDR und des MfS zeigte Osterloh 1996 bei der Staatsanwaltschaft Berlin den ehemaligen BGS-Grenzoberjäger Koch wegen „Mord an Rudi Arnstadt“ bei einem Grenzzwischenfall am 14. August 1962 an. Durch Einsicht in die westdeutschen Ermittlungsakten erfuhren Osterloh und seine Auftraggeber, dass Hans Plüschke den tödlichen Schuss abgegeben hatte. Plüschke wurde am 15. März 1998 während seiner Arbeit als selbstfahrender Taxiunternehmer knapp drei Kilometer vom Todesort Arnstadts entfernt durch einen Schuss in den Kopf getötet. Die nicht aufzuklärende Tat war kein Raubüberfall, vielmehr deuteten der Ort und die tödliche Verletzung auf eine Rache für Arnstadt hin, worauf in der Presseberichterstattung Vermutungen auftauchten, wie z. B. in der Superillu unter der Überschrift „Lebt die Stasi noch?“.
1999 lehnte die Berliner Justizverwaltung einen Antrag auf Entzug der Anwaltszulassung, den ein im Zuge von Osterlohs Promotion unter dessen Mitwirkung zu zwölf Jahren Haft Verurteilter gestellt hatte, mit der Begründung ab, dass Osterlohs Anteil an der Kollektivdissertation nicht erkennbar sei.